# ジョゼ・コルティ
ジョゼ・コルティ(José Corti)は、フランスのパリにある書店兼出版社で、1925 年の創業。1984年に閉店した。
店名は、創設者であるジョゼ・コルティッキアート（1895年1月14日 – 1984年12月25日）にちなんで名付けられている。ジョゼ・コルティッキアートは、彼の友人でシュルレアリスムの創始者、アンドレ・ブルトン、並びにポール・エリュアール、ルイ・アラゴンたちの作品の出版でこのビジネスを立ち上げた。
ジョゼ・コルティ書店は、書店兼出版社はパリのクリシー通り 6 番地で創業し、1935 年にリュクサンブール公園近くのメディシス通り 11番地に移転した。 
同社はフランス人作家ジュリアン・グラックの生涯の出版者であり、ヤン・ポトツキの傑作『サラゴザ手稿』の出版権を所有している。そのモットーは「ありふれたものではない」を意味する  Rien de Communである。
2016年末、メディシス通り11番地の書店は閉店した。 2017 年 2 月に「Librairie des éditeurs associés」という名前で再オープンし、現在もコルティ出版コレクションや他の独立系出版社のものを扱っている。
2023 年に、マリー ド・カトルバルブとマエル・ゲスドンが店の経営を引き継いだ。 2024年5月現在、メディシス通り11番地には、The Red Wheelbarrow Bookstoreとラ・ヌーベル・リブレリーという２つの書店がある。前者は、英語の書籍、文学から古典、ノンフィクションまで多様なジャンルのものを扱う書店で、後者は政治的な書籍を主に扱っている。